# Vágner Love
Vágner Silva de Souza född 11 juni 1984 i Rio de Janeiro, och mer känd under namnet Vágner Love, är en brasiliansk fotbollsspelare som spelar som anfallare för Midtjylland. Love har även spelat för Brasiliens landslag. 

## Klubbkarriär
Love började sin karriär i brasilianska Palmeiras, där han hjälpte klubben att föra tillbaka till brasilianska Serie A, den högsta divisionen. År 2004 köptes Love av den ryska klubben CSKA Moskva, före klubbens Champions League-kampanj. Efter att tillbringat ett år med den ryska klubben, kom rykten att Love inte ville stanna i Moskva, och en transfer till Corinthians började nämnas flera gånger. Men dessa rykten visade sig vara falska när Love själv kommenterade några få gånger att han skulle hålla sig till kontraktet tills det hade gått ut. Från och med 17 april, har Love gjort 29 mål i 73 matcher, 17 av målen i ligan. Love gjorde även ett mål när CSKA Moskva besegrade portugisiska Sporting Lissabon med 3-1 i finalen i UEFA-cupen 2005. Förutom finalen i UEFA-cupen, vann Love tillsammans med klubben Ryska Premier League säsongen 2008, där han även var skyttekungen, ryska ligacupen 2005 respektive 2008 samt ryska supercupen 2006. Love var även skyttekungen i UEFA-cupen säsongen 2008-09, där han gjorde åtta mål på endast fyra matcher.
I januari 2012 blev det klar att Vágner Love återvänder till sitt hemland efter att ha skrivit på för Flamengo.
Den 8 juli 2020 värvades Vágner Love av Qajrat, där han skrev på ett halvårskontrakt. Den 5 november 2020 förlängde Vágner Love sitt kontrakt med ett år. Den 20 januari 2022 värvades Love av danska Midtjylland, där han skrev på ett halvårskontrakt.

## Meriter

### Individuella
- Bästa målskytt i Campeonato Brasileiro Série B: 2003
- Bästa målskytt i Ryska Premier League: 2008

### Klubblag
Palmeiras
- Série B: 2003

 CSKA Moskva
- UEFA-cupen: 2005
- Ryska Premier League: 2005, 2006, 2013
- Ryska cupen: 2005, 2006, 2008, 2009, 2011, 2013
- Ryska Supercupen: 2006, 2007, 2009, 2013

 Corinthians
- Série A: 2015

### Brasilien
- Copa América: 2004, 2007